# Neißeaue
Neißeaue es el municipio más oriental de Alemania, y se sitúa en el distrito de Görlitz, estado federado de Sajonia, a una altitud de 170 metros. Su población a finales de 2016 era de unos 1700 habs. y su densidad poblacional, 36 hab/km².